# 1447 Utra
Az 1447 Utra (ideiglenes jelöléssel 1938 BB) a Naprendszer kisbolygóövében található aszteroida. Yrjö Väisälä fedezte fel 1938. január 26-án, Turkuban.